# Dallara DW12

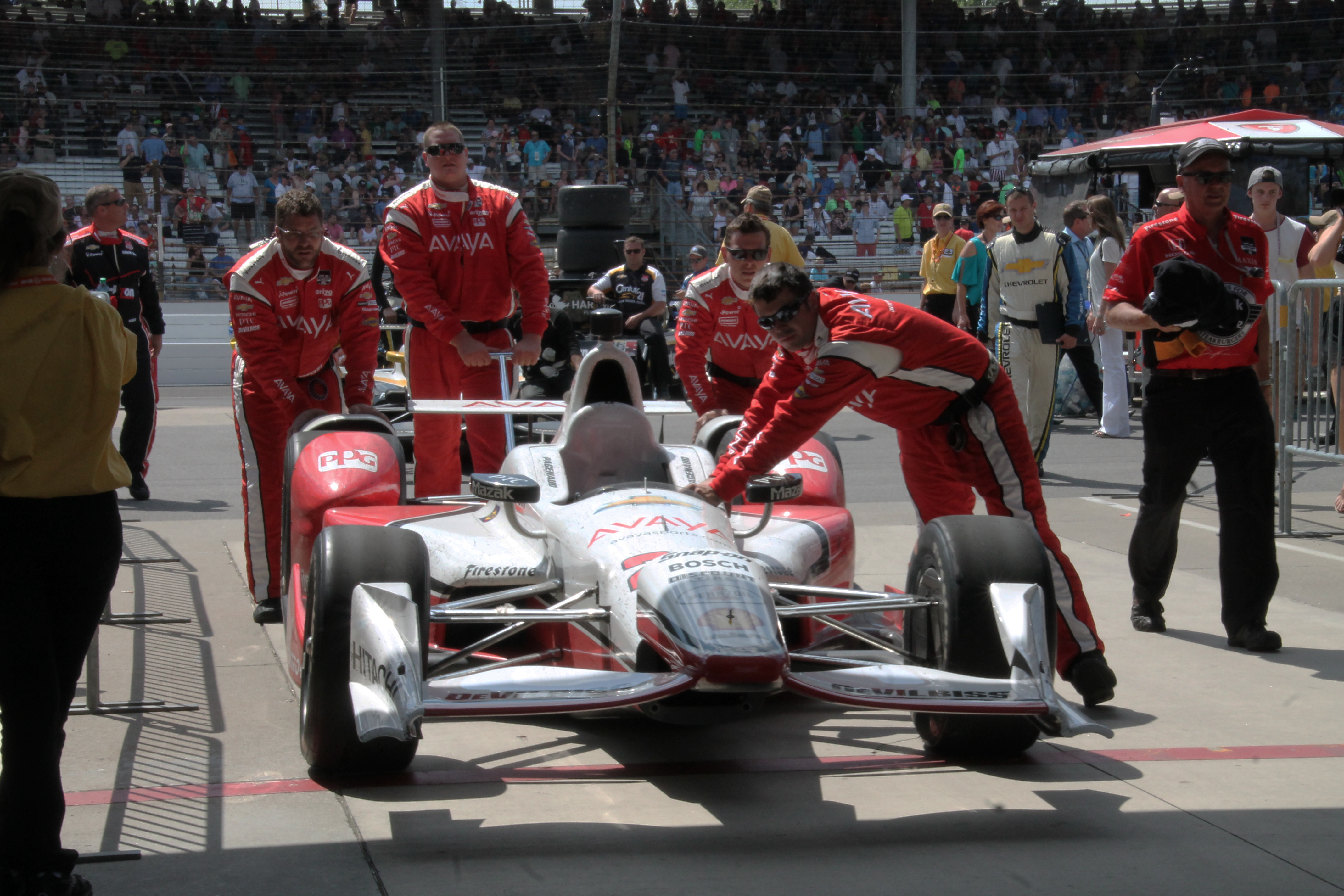
Dallara DW12.

O Dallara DW12 é um carro de corrida de fórmula desenvolvido e produzido pela fabricante italiano Dallara para uso na IndyCar Series. Oficialmente designado como IR12, foi desenvolvido para começar a ser usado a partir da temporada da IndyCar Series de 2012, substituindo o antigo chassi Dallara IR5, e está previsto para ser usado nas temporadas seguintes até que seu sucessor seja introduzido em 2021, devido à filosofia da série de atualizar seu chassi cada nove anos desde 2012. O chassi foi nomeado em homenagem a Dan Wheldon, que faleceu, em 16 de outubro de 2011, após sofrer um grave acidente durante a disputa das 300 milhas de Las Vegas, a última etapa da temporada de 2011.